# Arseniusz IV (patriarcha Serbii)
Arseniusz, nazwisko świeckie Jovanović Šakabenta lub Šakabenda (ur. 1698 w Peci, zm. 18 stycznia 1748 w Sremskich Karlovcach) – serbski biskup prawosławny i działacz narodowy, 28. patriarcha Serbskiego Kościoła Prawosławnego.

## Życiorys
Wspierał walkę Serbów przeciwko Turkom. Po podpisaniu traktatu belgradzkiego kończącego wojnę rosyjsko-turecką 1735–1739, przekazującego ziemie serbskie na powrót pod panowanie tureckie, przekroczył granicę turecko-austriacką razem z uchodźcami serbskimi (druga wielka wędrówka Serbów). Ze swojej rezydencji w Peci dotarł do Belgradu 17 września 1737, następnie udał się do Sremskich Karlovców, w grudniu tego samego roku udał się do Wiednia. 21 października 1741 cesarzowa Maria Teresa potwierdziła jego prawa do dalszego posługiwania się tytułem patriarchy serbskiego oraz zarządzania metropolią karłowicką, a zatem jego zwierzchnictwo nad serbskimi prawosławnymi administraturami w Austrii. Dwa lata później cesarzowa potwierdziła także wszystkie przywileje nadane w przeszłości metropolii karłowickiej. W 1746 patriarsze zabroniono jednak organizowania nowych monasterów w Austrii oraz nadawania majątków już istniejącym wspólnotom mniszym. Hierarcha rezydował w Sremskich Karlovcach, gdzie urządził na swoje potrzeby wystawną siedzibę, przy której istniała także szkoła duchowna. Nie angażował się w tworzenie serbskich szkół duchownych, po części z braku środków, po części zaś z powodu niedoceniania znaczenia edukacji dla rozwoju serbskiego narodu.
Urząd sprawował do śmierci w 1748, angażując się nie tylko w sprawy duchowne, lecz i uważając się za politycznego przywódcę austriackich Serbów.
Po śmierci Arseniusza katedrę karłowicką objął wspierany przez dwór austriacki, choć niepopularny wśród Serbów biskup vršacki Izajasz.